# Cià de Càller
Joan Torxitori V, conegut per Cià de Càller, fou fill de Guillem Salusi V de Càller. Va seguir una política favorable a Gènova i el 1256 va permetre als genovesos ocupar el Castel di Castro i va expulsar els pisans. Això va provocar que uns sicaris pisans l'assassinaren el 1256. El va succeir son cosí Guillem Salusi VI de Càller.